# Divize F 2021/2022
Divize F 2021/22 byla 3. ročníkem moravskoslezské Divize F, která je jednou ze skupin 4. nejvyšší soutěže ve fotbale v Česku. Tento ročník začal v sobotu 7. srpna 2021 úvodními zápasy předehraného 2. kola a skončil v sobotu 18. června 2022 závěrečným utkáním odloženého 14. kola, v němž domácí Frýdlant nad Ostravicí remizoval s Polankou 1:1 (poločas 1:1).

## Formát soutěže
V sezóně se utkalo 14 týmů každý s každým dvoukolovým systémem podzim–jaro.

## Změny proti předchozímu ročníku
- Z MSFL 2020/21 nesestoupila žádná mužstva ani do MSFL 2021/22 žádná mužstva nepostoupila.
- Z předchozího ročníku se nesestupovalo a zároveň nikdo nepostoupil z nižších soutěží.
- Tým FK Fotbal Třinec „B“ přenechal místo v soutěži týmu ŠSK Bílovec z přeboru Moravskoslezského kraje.

## Konečná tabulka
Zdroj: 
| Poř. | Tým                           | Z  | V  | R | P  | VG | OG  | B  |
| ---- | ----------------------------- | -- | -- | - | -- | -- | --- | -- |
| 1.   | 1. BFK Frýdlant nad Ostravicí | 26 | 16 | 6 | 4  | 60 | 25  | 54 |
| 2.   | FK Bospor Bohumín             | 26 | 15 | 7 | 4  | 48 | 24  | 52 |
| 3.   | FK SK Polanka                 | 26 | 15 | 5 | 6  | 43 | 23  | 50 |
| 4.   | MFK Vítkovice                 | 26 | 14 | 2 | 10 | 56 | 41  | 44 |
| 5.   | SFC Opava „B“                 | 26 | 12 | 5 | 9  | 61 | 38  | 41 |
| 6.   | MFK Karviná „B“               | 26 | 13 | 2 | 11 | 63 | 43  | 41 |
| 7.   | TJ Jiskra Rýmařov             | 26 | 11 | 7 | 8  | 43 | 34  | 40 |
| 8.   | ŠSK Bílovec (N)               | 26 | 11 | 6 | 9  | 59 | 44  | 39 |
| 9.   | SK Frenštát pod Radhoštěm     | 26 | 11 | 4 | 11 | 54 | 46  | 37 |
| 10.  | FK Nový Jičín                 | 26 | 10 | 5 | 11 | 49 | 41  | 35 |
| 11.  | MFK Havířov                   | 26 | 9  | 5 | 12 | 39 | 48  | 32 |
| 12.  | FC Slavoj Olympia Bruntál     | 26 | 7  | 6 | 13 | 35 | 51  | 27 |
| 13.  | SK Dětmarovice                | 26 | 3  | 4 | 19 | 23 | 81  | 13 |
| 14.  | FC Heřmanice Slezská          | 26 | 2  | 2 | 22 | 18 | 112 | 8  |

- Z = Odehrané zápasy; V = Vítězství; R = Remízy; P = Prohry; VG = Vstřelené góly; OG = Obdržené góly; B = Body; (S) = Mužstvo sestoupivší z vyšší soutěže; (N) = Mužstvo postoupivší z nižší soutěže (nováček)

|  | Postup do MSFL 2022/23                            |
|  | Sestup do Přeboru Moravskoslezského kraje 2022/23 |